# 大隈病院
大隈病院（おおくまびょういん）は、愛知県名古屋市北区大曽根にある病院。

## 概要
1944年（昭和19年）1月、大隈鐵工所大曽根工場に隣接して愛知県名古屋市東区東大曽根町中三丁目に木造2階建ての建物が竣工した。これは大隈鐵工所の従業員とその家族の診療施設として、2年前に1,320平方メートルの土地を入手し、1年半掛けて建設してきた建物であった。4室の大病室と3室の小病室を備え、40名の入院患者の受け入れが可能だった。
1944年（昭和19年）4月1日、大隈病院として開院を果たした。当時開設の診療科目は内科・小児科・外科・眼科・物理療法科の5科目で、院長含め医師が6名、看護師13名、職員7名で職務に当たった。
翌年には大隈青年学校とともに名古屋大空襲により焼失の憂き目に遭う。
1960年（昭和35年）に建物を新築。
オイルショックによる業界全体の落ち込みにより大隈鉄工所は経営悪化し、病院保有の余裕を失ったため、1975年（昭和50年）12月をもって売却され、大隈鐵工所所有の病院としては幕を下ろした。
1976年（昭和51年）1月、真砂雅洋が病院を継承。1978年（昭和53年）2月、医療法人大真会が設立され、医療法人大真会 大隈病院に改組。同時に当時の民間病院としては珍しかった脳神経外科を設置し、常勤医師を配置。
1991年（平成3年）には建物を新築し、180床へと増床。2015年（平成27年）には大規模増改築工事を実施し、病床を157床に削減し、病棟に余裕をもたせた。
2011年（平成23年）4月からは病院内に「こぐま保育所」を併設している。

## その他
この病院は、TBS系ドラマ「キッズ・ウォー」シリーズのロケ地として使用された。